# Marlow (Oklahoma)
Pour les articles homonymes, voir Marlow (homonymie).
Marlow est une ville du comté de Stephens, dans l'État de l'Oklahoma, aux États-Unis. Lors du recensement de 2000, sa population était de 4 662 habitants.